# 迪士尼公主
迪士尼公主（英語：Disney Princess），也被稱為“公主系列（Princess Line）”， 是華特迪士尼公司所擁有的多媒體經營權及玩具系列。該系列由迪士尼消費品公司董事長安迪·穆尼所開創，以出現在各種迪士尼作品系列裡的女性角色為特色。
迪士尼公主系列並沒有包括來自整個迪士尼所有媒體的全部公主角色，而是指從公司動畫電影裡挑選特定角色，這就包括來自華特迪士尼影業公司的角色特許經營權：其中12個角色來自華特迪士尼動畫工作室電影；而1個來自皮克斯動畫工作室電影。這13個公主角色是：白雪、仙杜瑞拉、奧蘿拉、愛麗兒、貝兒、茉莉、寶嘉康蒂、木蘭、蒂安娜、樂佩、梅莉達、莫阿娜和拉雅。
該特許經營權目前已經發佈了玩偶、合唱視頻、服裝、美容產品、家居裝飾、玩具及其他以迪士尼公主為特色的產品。 而被授權的許可商包括：格力登油漆（墻漆）、喜健步（閃亮鞋款）、孩之寶（玩偶及遊戲）、費雪公司（塑料公仔）和樂高（樂高套裝）。

## 開發歷史
前耐克公司高管安迪·穆尼於1999年12月被任命為華特迪士尼公司迪士尼消費品部門的總裁。 在他第一次參加冰上迪士尼秀時，穆尼注意到參加演出的幾個年輕女孩雖然穿著公主裝，但顯然這些並不是正宗的迪士尼產品。 “它們都是通用的公主產品，然後被附加到萬聖節服裝上。”穆尼這樣告訴《紐約時報》。對此，穆尼在第二天早上向公司發表講話並鼓勵他們在2000年1月開始製作合法的迪士尼公主系列。 華特·迪士尼的侄子洛伊·愛德華·迪士尼反對創建這個系列，因為公司長期以來“避免將其經典童話故事中的人物融入其他敘事中，擔心這會削弱個人傳說。”
迪士尼公主系列最初的公主包括白雪、仙杜瑞拉、小叮噹、奧蘿拉、愛麗兒、貝兒、茉莉、寶嘉康蒂、愛絲梅拉達和木蘭。小叮噹很快就從名單中被移除，但她將成為迪士尼公主的姊妹系列——迪士尼仙子的頭面角色。隨後，愛絲梅拉達也被移除。 這是這些角色首次將她們的特許經營權與她們的電影分開銷售。穆尼還決定，當這些公主角色出現在海報等營銷素材上時，角色們不應該為了保持各自“神話故事”的完整性而拒絕眼神交流。“（每個人）盯著一個稍微不同的方向，好像沒有意識到其他人的存在。”直到2020年代情況出現變化，從2021年Ultimate Princess Celebration活動開始，爲了强調新主題“勇氣與良善”Courage and Kindness，公主們終於在營銷素材上有所互動，從而帶動“國際友誼”。
穆尼和他的團隊採取一種非常規的方式進行迪士尼公主的推廣，既沒有採取焦點受眾營銷也沒有進行最簡營銷。到2001年，迪士尼消費品的收入約為3億美元；但到2012年，該部門的收入增加到30億美元，成為全球消費娛樂產品的頂級銷售商。 迪士尼消費品於2000年向孩之寶頒發了迪士尼公主產品許可證，用於遊戲；同時也向美泰頒發玩偶類以及向費雪公司頒發塑料公仔類的授權。這些授權使該特許經營系列在三年內達到10億美元的收入大關。
蒂安娜於2010年3月14日正式成为公主系列的第一个新增角色，取代了小叮当成为第九个成员。她的“加冕典禮”在樂天紐約皇宮酒店举行。小叮当从2005年开始有另一个特许经营项目，即迪士尼仙女。樂佩於2011年10月2日在英國倫敦的肯辛頓宮以第十名成員的身份加冕入選迪士尼公主系列。2013年5月11日，迪士尼在佛羅里達州奧蘭多華特迪士尼世界度假區神奇王國灰姑娘城堡前的加冕儀式上，加入了皮克斯的第一個角色梅莉達作為第十一名成員。莫娜於2019年3月和拉雅於2022年8月在沒有加冕儀式的情況下作為第12名和第13名成員加入了陣容，並且包含在未來的商品中。
一系列迪士尼童話精選婚紗由柯爾斯蒂·凱利根據公主設計，並於2008年1月上市。
2012年，公主们被赋予现代的重新设计。虽然有些像蒂安娜和樂佩只是在她们的服装上增加了闪光点，但其他的像贝儿和茉莉则得到了新的发型和修改的服装。其中最引人注目的是仙杜瑞拉，她有了侧扫刘海並穿著透明袖子的服装。

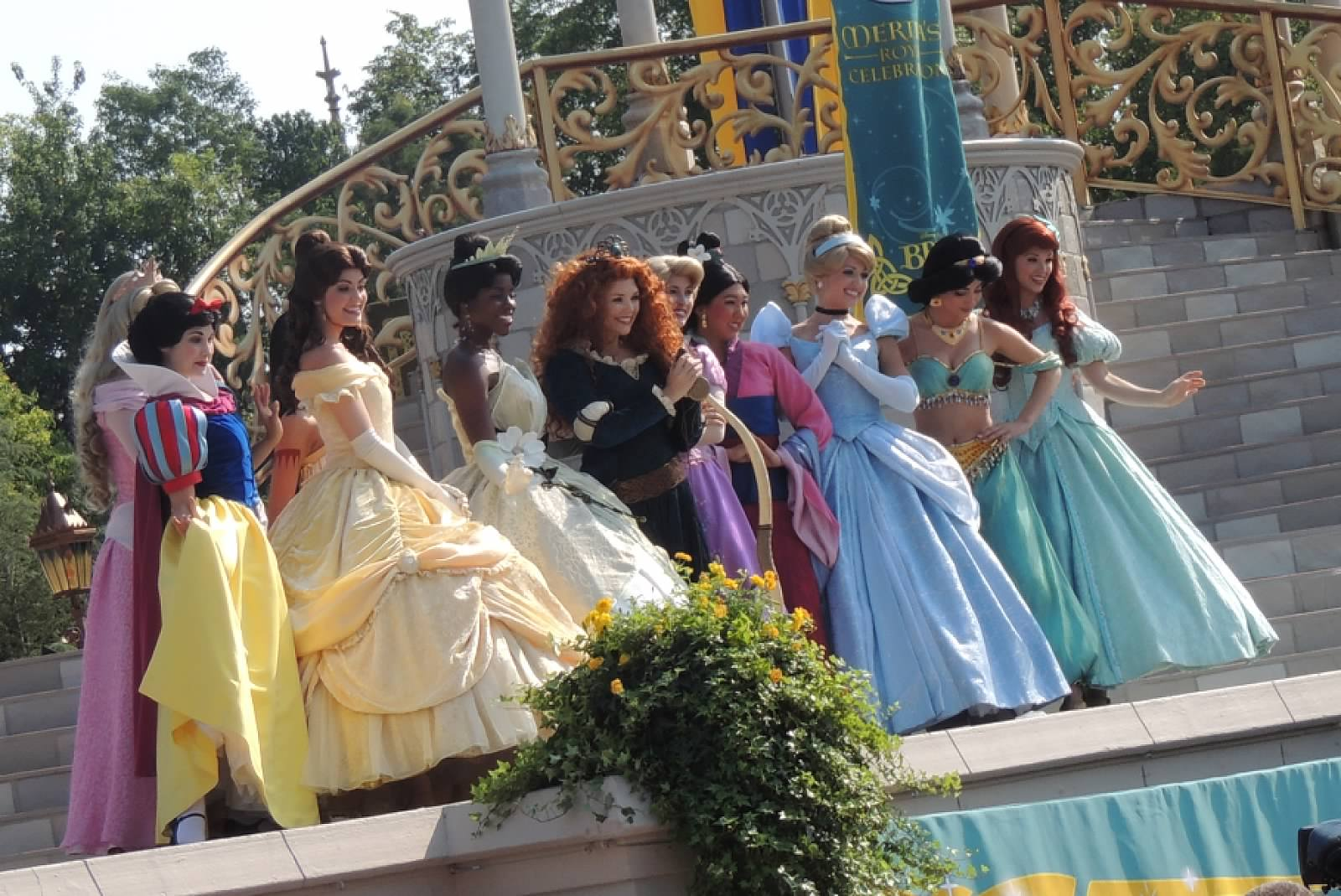
2013 年，迪士尼公主們聚集在梅莉達的加冕典禮上。

2012年4月23日，迪士尼在目標百貨作為其營銷合作夥伴的情況下舉辦了首屆全國公主週。在這一周，《麻雀變公主》藍光版和《仙女公主》一書發行。哈羅德百貨已經在裡面開了一家迪士尼商店，隨後他們的聖誕主題是迪士尼公主，展出了奧斯卡·德拉倫塔為公主設計的連衣裙。8月，這件衣服在D23 世博會上展出，在11月13日拍賣，以造福大奧蒙德街醫院兒童慈善機構。
美泰兒在2010年底增加了芭比公主主題系列，並在2013年增加了基於童話故事的《童話高中》。隨著這些競爭系列以及2015年底品牌許可到期，迪士尼為孩之寶提供了獲得許可的機會，因為他們在《星際大戰》中的工作，獲得了《星光繼承者》的許可。DCP還試圖通過將他們作為少女和女英雄來發展品牌。2014年9月，迪士尼宣佈孩之寶將從2016年1月1日開始成為迪士尼公主系列的授權娃娃製造商，直到2023年重新授權於美泰兒。
2013年6月，迪士尼出版公司發布了迪士尼公主宮殿寵物app，导致DCP将宫廷宠物变成了迪士尼公主特许经营权的延伸，並於8月從被許可方Blip Toys發布了宮殿寵物玩具系列。該系列還被TimetoPlayMag.com選為2013年假日最受欢迎名单。2015年，迪士尼出版公司發布了動畫短片系列《水晶宮寵物傳說》。這部短片將前往一個神奇的水晶宮世界，這是一個位於迪士尼公主王國之間童話世界深處的秘密國度。
迪士尼消費品和互動媒體於2018年8月在目標百貨推出了公主漫画系列，該系列由Joe Book的公主漫画圖畫小說開始，帶有孩之寶人物和孩之寶促销服裝。此次擴展以貝兒、茉莉、愛麗兒、樂佩和寶嘉康蒂為特色。
2021年4月27日，迪士尼推出終極公主慶典。這場為期一年的活動帶回了公主們的經典設計，包括許多特別活動、產品和表演。儘管不是官方的，安娜和艾莎還是參加了慶祝活動的一部分，比如一本名為《勇敢與善良的故事》的電子書。當慶祝活動於2021年4月29日在南非啟動時，來自《小公主蘇菲亞》的蘇菲亞和來自《艾蓮娜公主》的艾蓮娜也被包括在其領土範圍內，儘管人數比其他公主小。

## 入選館藏
截至2021年，美國國會圖書館已選擇四部迪士尼公主電影在國家影片登記處保存，因為它們具有“文化、歷史或美學上的重要意義”。這四部電影是：《白雪公主》、《仙履奇緣》、《睡美人》和《美女與野獸》。

## 官方公主
官方設定的迪士尼公主由來自14部精選的迪士尼電影裡的女性主角組成，其中大部分在其所在的虛構世界擁有王室關係。公主們根據電影上映的時間順序在特許經營陣容中獲得一個官方編號，從白雪公主作為第一個和最初的迪士尼公主開始，仙杜瑞拉是第二個，再來是奧蘿拉，依此類推。
| 編號 | 公主                | 年龄 | 出道作品           | 上映年份 | 國籍           | 配偶/迪士尼王子                                             | 王室身份 | 加冕日期      |
| ---- | ------------------- | ---- | ------------------ | -------- | -------------- | ----------------------------------------------------------- | -------- | ------------- |
| 01   | 白雪 Snow White     | 14   | 《白雪公主》       | 1937年   | 德国           | 佛洛里安王子 Prince Florian                                 | 是       | 初始成員      |
| 02   | 仙杜瑞拉 Cinderella | 19   | 《仙履奇緣》       | 1950年   | 法國           | 亨利王子 Prince Henry                                       | 嫁入     | 初始成員      |
| 03   | 奧蘿拉 Aurora       | 16   | 《睡美人》         | 1959年   | 法國           | 菲利普王子 Prince Philip                                    | 是       | 初始成員      |
| 04   | 愛麗兒 Ariel        | 16   | 《小美人魚》       | 1989年   | 丹麦           | 艾瑞克王子 Prince Eric                                      | 是       | 初始成員      |
| 05   | 貝兒 Belle          | 17   | 《美女與野獸》     | 1991年   | 法國           | 野獸／亞當王子 The Beast／Prince Adam                       | 嫁入     | 初始成員      |
| 06   | 茉莉 Jasmine        | 15   | 《阿拉丁》         | 1992年   | 伊拉克         | 阿拉丁 Aladdin                                              | 是       | 初始成員      |
| 07   | 寶嘉康蒂 Pocahontas | 18   | 《風中奇緣》       | 1995年   | 美国           | 約翰·史密斯→約翰·羅爾夫 John Smith→John Rolfe               | 是       | 初始成員      |
| 08   | 花木蘭 Fa Mulan     | 16   | 《花木蘭》         | 1998年   | 中国           | 李翔 Li Shang                                               | 否       | 初始成員      |
| 09   | 蒂安娜 Tiana        | 19   | 《公主與青蛙》     | 2009年   | 美国           | 納文王子 Prince Naveen                                      | 嫁入     | 2010年3月4日  |
| 10   | 樂佩 Rapunzel       | 18   | 《魔髮奇緣》       | 2010年   | 德国           | 尤金·費茨伯特「費林·雷德」 Eugene Fitzherbert "Flynn Rider" | 是       | 2012年10月2日 |
| 11   | 梅莉達 Merida       | 16   | 《勇敢傳說》       | 2012年   | 苏格兰         | 無                                                          | 是       | 2013年5月11日 |
| 12   | 莫阿娜 Moana        | 16   | 《海洋奇缘》       | 2016年   | 萨摩亚         | 毛伊 Maui                                                   | 是       | 2019年5月11日 |
| 13   | 拉雅 Raya           | 20   | 《尋龍使者：拉雅》 | 2021年   | 东南亚国家联盟 | 無                                                          | 是       | 2022年8月19日 |

13位迪士尼官方公主有12位在其虛構世界裡是公主或文化上同等地位的人物。白雪、奧蘿拉、愛麗兒、茉莉、樂佩和梅莉達是國王或女王的女兒；仙杜瑞拉、貝兒和蒂安娜因為嫁給王子而成為公主；寶嘉康蒂、莫娜和拉雅則是部落酋長的女兒。唯一的例外是木蘭，她在媒體作品中被設定成一對普通夫婦的女兒，而且她在最後嫁給了將軍而不是王子。
除了茉莉，其餘公主都是自己所屬電影的主角；並且其中9位還是所屬電影的領銜主角。
在《無敵破壞王2：網路大暴走》中，除去應在當時尚未出道的拉雅，安娜、艾莎與其他12位公主一同出現在我的迪士尼世界中的公主休息室，雲妮露自稱也是公主。

## 曾任與候選公主

### 曾任
截至目前為止，遭到棄冕的公主僅有出道作為《鐘樓怪人》的愛斯梅拉達。
| 公主                 | 年龄 | 出道作品     | 上映年份 | 國籍 | 配偶/迪士尼王子            | 王室身份 | 棄冕原因 |
| -------------------- | ---- | ------------ | -------- | ---- | -------------------------- | -------- | --- |
| 愛絲梅拉達 Esmeralda | 20   | 《鐘樓怪人》 | 1996年   | 法國 | 菲比斯隊長 Captain Phoebus | 否       | 雖作為初始陣容之一，但在2004年起大幅度減少參與該商標之商品、企劃等，並於2006年完全脫離此商標。雖迪士尼未解釋罷免原因，但有可能是該出演作品相較其他成員的作品較不適合所有年齡層，引致迪士尼無法很好地推銷該角色。除此之外，也有人認為其形象與茉莉相似，為避免觀眾混淆而罷免其身份。 |

### 候選
以下這些角色曾多次登場於此商標相關商品、企劃等，因此被觀眾認為是加冕的有力候選，但最後都未果。
| 公主               | 年龄 | 出道作品           | 上映年份 | 國籍       | 配偶/迪士尼王子             | 王室身份 | 棄冕原因 |
| ------------------ | ---- | ------------------ | -------- | ---------- | --------------------------- | -------- | --- |
| 愛麗絲 Alice       | 8    | 《愛麗絲夢遊仙境》 | 1951年   | 英国       | 無                          | 否       | 在該出演作品上映不久後，愛麗絲即於各個迪士尼公主的商品、企劃中串場，因而被觀眾認定為加冕的有力候選之一。但另有一部分觀眾以愛麗絲『過於年輕』及『風格不符』等原因抵制其的加入，而迪士尼最後也廢棄加冕計劃。                                                    |
| 小叮噹 Tinker Bell | 12   | 《小飛俠》         | 1953年   | 英国       | 彼得潘 Peter Pan            | 否       | 在商標仍處於開發時期的候選成員之一，但最後被安迪·門尼以風格不符合為由而被罷免。2004年，加入迪士尼另一商標迪士尼仙子（Disney Fairies）。 |
| 蜜格拉 Megara      | 28   | 《大力士》         | 1997年   | 希腊       | 海格力斯 Hercules           | 嫁入     | 與愛麗絲相似，其在該出演作品上映不久後即以此商標名義發售多項商品，但最後並未獲得迪士尼加冕。而在2013 D23 Expo之中，曾被看見與迪士尼公主成員白雪、仙杜瑞拉、奧蘿拉、愛麗兒、貝兒、蒂安娜與梅莉達共同合照。                                                     |
| 布珍妮 Jane Porter | 20   | 《泰山》           | 1999年   | 刚果共和国 | 泰山 Tarzan                 | 否       | 於1999年在迪士尼公主相關雜誌中率先亮相，隨後亦以此商標名義發售於之相關商品，但最後並未獲得加冕。雖迪士尼未解釋原因，但部分觀眾認為其正式形象與貝兒有幾分相似，因而廢棄加冕計劃。                                                                              |
| 吉賽兒 Giselle     | 30   | 《曼哈頓奇緣》     | 2007年   | 美国       | 羅伯特·菲利普 Robert Philip | 否       | 迪士尼原預計於2007年加冕其成為迪士尼公主陣容之一，在該時期也發售了以此商標名義發售的洋娃娃。但在經過與擔任該角色的演員艾美·亞當斯商談後，為避免與其發生爭議，原訂於2008年的加冕計劃隨而取消。                                                                 |
| 安娜 Anna          | 18   | 《冰雪奇緣》       | 2013年   | 挪威       | 阿克 Kristoff               | 是       | 迪士尼原預計將於2014年加冕兩人為此商標成員之一，但電影票房的成功致使迪士尼改變了這項計劃，她們所出演的電影被打造成獨立商標冰雪奇緣。其一切所屬商品都將在該商標之下發行。然而，兩人偶爾也會以迪士尼公主商標之名義客串於各個商品與企劃中，例如《無敵破壞王2》。 |
| 艾莎 Elsa          | 21   | 《冰雪奇緣》       | 2013年   | 挪威       | 無                          | 是       | 迪士尼原預計將於2014年加冕兩人為此商標成員之一，但電影票房的成功致使迪士尼改變了這項計劃，她們所出演的電影被打造成獨立商標冰雪奇緣。其一切所屬商品都將在該商標之下發行。然而，兩人偶爾也會以迪士尼公主商標之名義客串於各個商品與企劃中，例如《無敵破壞王2》。 |

## 非官方公主
以下部分角色雖也有客串於此商標的商品、企劃之中，但因自身條件而不被觀眾默許為加冕的有力候選。
| 無王室身份且為非人類。 - 米妮老鼠／Minnie Mouse——《Plane Crazy》（1928） - 瑪麗安小姐／Maid Marian——《羅賓漢》（1973） - 翠絲／Jessie——《玩具總動員2》（1999） | 具王室身份但為非人類。 - 法琳／Faline——《小鹿斑比》（1942） - 愛奎塔／Aquata——《小美人魚》 - 安德丽娜／Andrina——《小美人魚》 - 愛麗絲塔／Arista——《小美人魚》 - 愛蒂娜／Attina——《小美人魚》 - 愛黛拉／Adella——《小美人魚》 - 爱蘭娜／Alana——《小美人魚》 - 娜拉／Nala——《獅子王》（1994） - 琪拉雅／Kiara——《獅子王2》（1998） - 雅婷／Atta——《蟲蟲危機》（1998） - 小不點／Dot——《蟲蟲危機》 - 瑪莉安妮／Marianne——《仲夏夜魔法》（2015） |

| 為人類但無王室身份 - 溫蒂·達令／Wendy Darling——《小飛俠》 - 艾樂爾·波夫／Charlotte La Bouff——《公主與青蛙》 - 艾霞／Asha——《星願》 | 具王室身份且為人類，但在該作僅擔當配角 - 老虎莉莉／Tiger Lily——《小飛俠》 - 納瑪莉／Namaari——《尋龍使者：拉雅》 |

| 具王室身份且為人類，但該作票房未達迪士尼預期 - 愛樂薇／Eilonwy——《黑神鍋傳奇》（1985） - 姬塔公主／Kida——《失落的帝國》（2001） | 具王室身份且為人類，但登場於該作續集 - 美樂蒂／Melody——《小美人魚2》（2000） - 婷婷／Ting-Ting——《花木蘭2》（2004） - 小梅／Mei——《花木蘭2》 - 素素／Su——《花木蘭2》 |

| 具王室身份且為人類，但並非來自迪士尼或皮克斯 - 莉亞／Leia——《星際大戰四部曲：曙光乍現》（1977） - 安娜塔西亚／Anastasia——《安娜塔西亚》（1997） - 舒莉／Shuri——《黑豹》（2018） | 放棄王室身份 - 雲妮露／Vanellope——《無敵破壞王》（2012） |

具王室身份且為人類，但該出演作品為電視劇集
- 蘇菲亞／Sofia——《小公主蘇菲亞》（2012）
- 星星·蝶舞/ Star Butterfly——《公主闯天关》（2015）
- 艾蓮娜／Elena——《艾蓮娜公主》（2016）

## 外部連結
- 官方网站（英文）
- 迪士尼公主的Facebook專頁
- 迪士尼公主的Instagram帳戶
- YouTube上的迪士尼公主頻道